# Бракары

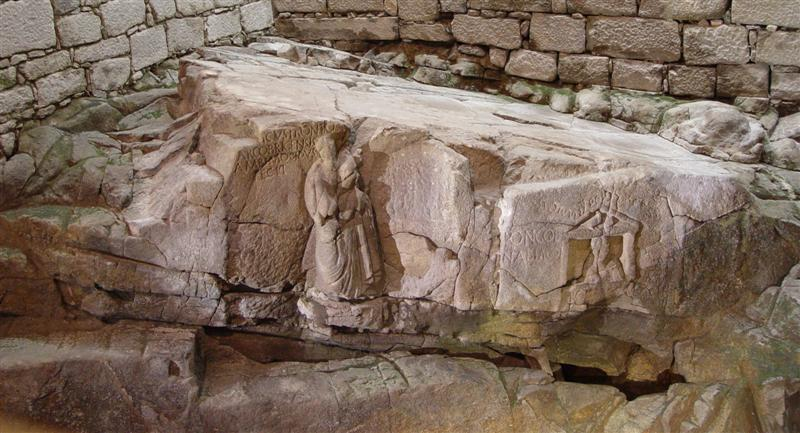
«Источник идола» в Браге

Бракары (лат. Bracari) — кельтское племя доримской эпохи, родственное галлекам. Обитало на севере современной Португалии (территория провинции Минью, между реками Тамега и Каваду, близ территории современного города Брага, который и получил своё название от данного племени). В начале I в. н. э. их политическим центром и местонахождением народного совета был оппидум, ныне известный как Ситания-де-Бритейруш.
Аппиан писал, что бракары были очень воинственным народом. Как он писал, бракарские женщины-воительницы сражались, защищая свои поселения, «не оборачиваясь назад, не показывая своих спин, не издавая ни единого вскрика», предпочитая смерть плену. Вероятно, племя неметатов было союзником бракаров.
У историков не вызывает сомнений то, что бракары говорили на одном из испано-кельтских языков: свидетельствами этого являются, в частности, надпись, посвящённая богине Набии, обнаруженная на «Источнике идола», или же наименование их города Тонгобрига (в муниципалитете Марку-де-Канавезеш).